# 第七管区海上保安本部
第七管区海上保安本部（だいななかんくかいじょうほあんほんぶ）は、主に中国〜九州北部地方の日本海、瀬戸内海、有明海ならびに山口県西部、福岡県、佐賀県、長崎県、大分県を管轄範囲とする、海上保安庁の管区海上保安本部の一つである。
略称は七管（七管本部と称呼することもある）、英語表記は7th Regional Coast Guard Headquarters。本部は福岡県北九州市門司区西海岸にあり、下部組織として10の海上保安部、12の海上保安署・分室、航空基地1カ所、海上交通センター1カ所を有する。

## 特徴
管区には、関門海峡や、国際海峡である対馬海峡があり、多くの船舶が行き交っている。その周辺は玄界灘や豊後水道といった海の難所でもあり、多くの海難事案が発生している。
また、管区内には海上自衛隊及びアメリカ海軍の佐世保基地、長崎空港、新北九州空港、大分空港といった海上空港、プルサーマル計画が実施される玄海原子力発電所と、警備が必要な施設が非常に多い。北九州工業地帯や大分臨海工業地域などの工業地帯における災害防除、博多港や長崎港、北九州港、下関港などの国際港があり、これらの港湾における警備や密輸阻止も大きな仕事である。
対馬沖では、国境海域を接する韓国の不法漁民による排他的経済水域を侵犯しての密漁が横行しており、その手口も近年悪質化している。

## 七管関連年表
- 1948年5月1日：海上保安庁発足とともに門司海上保安本部として設置。管轄地域は九州地方および周辺海域と関門海峡近辺。
- 1950年6月1日：第七管区海上保安本部に改編、山口県北東部の日本海域も広島海上保安本部（第六管区）から第七管区の管轄となる。
- 1952年から1953年：トカラ列島および奄美群島の日本復帰により、同地域及び周辺海域も管轄となる。
- 1962年1月1日：九州南部3県（熊本県・宮崎県・鹿児島県）および周辺海域（有明海を除く）を同管区より分割し、新設の第十管区海上保安本部（所在地・鹿児島県鹿児島市）の管轄となる。
- 2020年4月1日：福岡航空基地を廃止し、新設される北九州航空基地に移転[1]。

## 組織
- 第七管区海上保安本部（福岡県北九州市門司区：門司港湾合同庁舎）
  - 仙崎海上保安部（山口県長門市）
    - 萩海上保安署（山口県萩市：萩港湾合同庁舎）

  - 門司海上保安部（福岡県北九州市門司区：門司港湾合同庁舎）
    - 下関海上保安署（山口県下関市：下関港湾合同庁舎）
    - 宇部海上保安署（山口県宇部市：宇部地方合同庁舎）
    - 苅田海上保安署（福岡県京都郡苅田町；苅田港湾合同庁舎）
    - 小倉分室（福岡県北九州市小倉北区：小倉港湾合同庁舎）

  - 若松海上保安部（福岡県北九州市若松区：若松港湾合同庁舎）
  - 福岡海上保安部（福岡県福岡市博多区：博多港湾合同庁舎）
  - 三池海上保安部（福岡県大牟田市：三池港湾合同庁舎）
  - 唐津海上保安部（佐賀県唐津市：唐津港湾合同庁舎）
    - 伊万里海上保安署（佐賀県伊万里市：伊万里港湾合同庁舎）
    - 壱岐海上保安署（長崎県壱岐市）

  - 長崎海上保安部（長崎県長崎市：長崎港湾合同庁舎）
    - 五島海上保安署（長崎県五島市：福江地方合同庁舎）

  - 佐世保海上保安部（長崎県佐世保市：佐世保港湾合同庁舎）
    - 平戸海上保安署（長崎県平戸市）

  - 対馬海上保安部（長崎県対馬市：厳原合同庁舎）
    - 比田勝海上保安署（長崎県対馬市）

  - 大分海上保安部（大分県大分市：大分港湾合同庁舎）
    - 佐伯海上保安署（大分県佐伯市：佐伯港湾合同庁舎）
    - 津久見分室（大分県津久見市：津久見港湾合同庁舎）

  - 関門海峡海上交通センター（福岡県北九州市門司区）
  - 北九州航空基地（福岡県京都郡苅田町：北九州空港）

## 保有船艇・航空機

### 巡視船・巡視艇
| 所属              | 所属             | 巡視船              | 巡視船              | 巡視船                           | 巡視艇                          | 巡視艇              | その他                           |
| 所属              | 所属             | PLH / PL            | PM                  | PS                               | PC                              | CL                  | その他                           |
| ----------------- | ---------------- | ------------------- | ------------------- | -------------------------------- | ------------------------------- | ------------------- | -------------------------------- |
| 本部              | 本部             |                     |                     |                                  |                                 |                     | 測量船 はやしお（HS26）          |
| 仙崎海上保安部    | 仙崎海上保安部   |                     | おおみ（PM38）      |                                  |                                 | さざんか（CL107）   |                                  |
|                   | 萩署             |                     |                     |                                  | はぎなみ（PC111）               |                     |                                  |
| 門司海上保安部    | 門司海上保安部   | くにさき（PL09）    | きくち（PM26）      |                                  | はやなみ（PC11）                | もじかぜ（CL186）   | 灯台見回り船 しまひかり（LS222） |
| 門司海上保安部    | 門司海上保安部   | くにさき（PL09）    | きくち（PM26）      | はたかぜ（CL56）                 | はやなみ（PC11）                |                     | 灯台見回り船 しまひかり（LS222） |
| 門司海上保安部    | 門司海上保安部   | くにさき（PL09）    | きくち（PM26）      | きよかぜ（CL84）                 | はやなみ（PC11）                |                     | 灯台見回り船 しまひかり（LS222） |
| 門司海上保安部    | 門司海上保安部   | くにさき（PL09）    | きくち（PM26）      | 消防機能強化型 ともなみ（PC25）  | さとざくら（CL145）             |                     | 灯台見回り船 しまひかり（LS222） |
| 門司海上保安部    | 門司海上保安部   | くにさき（PL09）    | きくち（PM26）      | 消防機能強化型 ともなみ（PC25）  | はやぎく（CL07）                |                     | 灯台見回り船 しまひかり（LS222） |
|                   | 下関署           |                     |                     |                                  |                                 | ひこかぜ（CL146）   |                                  |
| おさかぜ（CL86）  | 下関署           |                     |                     |                                  |                                 |                     |                                  |
| 宇部署            |                  |                     |                     | ときなみ（PC21）                 | やまぎく（CL168）               |                     |                                  |
| 苅田署            |                  |                     |                     |                                  | みやぎく（CL51）                |                     |                                  |
| 若松海上保安部    | 若松海上保安部   |                     |                     |                                  |                                 | やまざくら（CL105） |                                  |
| 若松海上保安部    | 若松海上保安部   | わかかぜ（CL87）    |                     |                                  |                                 |                     |                                  |
| 若松海上保安部    | 若松海上保安部   | たかかぜ（CL178）   |                     |                                  |                                 |                     |                                  |
| 若松海上保安部    | 若松海上保安部   | もくれん（CL99）    |                     |                                  |                                 |                     |                                  |
| 福岡海上保安部    | 福岡海上保安部   | やしま（PLH22）     | むろみ（PM33）      |                                  | むらくも（PC106）               | こちかぜ（CL95）    |                                  |
| 福岡海上保安部    | 福岡海上保安部   | あそ（PL41）        | むろみ（PM33）      | とびうめ（CL09）                 | むらくも（PC106）               |                     |                                  |
| 福岡海上保安部    | 福岡海上保安部   | あそ（PL41）        | むろみ（PM33）      | ふよう（CL122）                  | むらくも（PC106）               |                     |                                  |
| 三池海上保安部    | 三池海上保安部   |                     |                     |                                  |                                 | いけかぜ（CL88）    |                                  |
| 三池海上保安部    | 三池海上保安部   | すいれん（CL127）   |                     |                                  |                                 |                     |                                  |
| 唐津海上保安部    | 唐津海上保安部   | いまり（PL87）      | まつうら（PM33）    |                                  | やえぐも（PC108）               | まつかぜ（CL163）   |                                  |
|                   | 伊万里署         |                     |                     |                                  |                                 | ゆみかぜ（CL90）    |                                  |
| 壱岐署            |                  |                     |                     | いきぐも（PC112）                |                                 |                     |                                  |
| 長崎海上保安部    | 長崎海上保安部   | でじま（PL05）      |                     | 高速特殊警備船 ほうおう（PS206） |                                 | いきかぜ（CL62）    |                                  |
| 長崎海上保安部    | 長崎海上保安部   | でじま（PL05）      | のもかぜ（CL89）    | 高速特殊警備船 ほうおう（PS206） |                                 |                     |                                  |
| 長崎海上保安部    | 長崎海上保安部   | でじま（PL05）      | こうばい（CL128）   | 高速特殊警備船 ほうおう（PS206） |                                 |                     |                                  |
|                   | 五島署           |                     | ふくえ（PM22）      |                                  |                                 | みねかぜ（CL63）    |                                  |
| 佐世保海上保安部  | 佐世保海上保安部 |                     | あまみ（PM95）      |                                  |                                 | むらかぜ（CL132）   | 放射能調査艇 さいかい（MS02）    |
| 佐世保海上保安部  | 佐世保海上保安部 | あいかぜ（CL133）   | あまみ（PM95）      |                                  |                                 |                     | 放射能調査艇 さいかい（MS02）    |
| 佐世保海上保安部  | 佐世保海上保安部 | ちくご（PM34）      | つばき（CL123）     |                                  |                                 |                     | 放射能調査艇 さいかい（MS02）    |
| 佐世保海上保安部  | 佐世保海上保安部 | ちくご（PM34）      | ことざくら（CL169） |                                  |                                 |                     | 放射能調査艇 さいかい（MS02）    |
|                   | 平戸署           |                     |                     |                                  |                                 | かいどう（CL106）   |                                  |
| 対馬海上保安部    | 対馬海上保安部   |                     |                     | あさじ（PS19）                   | なつぐも（PC109）               |                     |                                  |
| 対馬海上保安部    | 対馬海上保安部   | らいざん（PS06）    |                     |                                  | なつぐも（PC109）               |                     |                                  |
|                   | 平田勝署         |                     |                     |                                  | はやぐも（PC105）               |                     |                                  |
| あきぐも（PC110） | 平田勝署         |                     |                     |                                  |                                 |                     |                                  |
| 大分海上保安部    | 大分海上保安部   |                     | やまくに（PM29）    |                                  | 消防機能強化型 ゆふぎり（PC24） | せきかぜ（CL57）    |                                  |
| 大分海上保安部    | 大分海上保安部   | ぶんごうめ（CL189） | やまくに（PM29）    |                                  | 消防機能強化型 ゆふぎり（PC24） |                     |                                  |
|                   | 津久見分室       |                     |                     |                                  |                                 | とよかぜ（CL46）    |                                  |
| 佐伯署            |                  |                     |                     |                                  | さちかぜ（CL100）               |                     |                                  |

七管は約80隻の巡視船・巡視艇を保有しているが、主要なものを以下に挙げる。
- PLH22 やしま（ヘリコプター2機搭載型巡視船）
- PL41 あそ（1,000トン型巡視船）[高速高機能大型巡視船]
- PL09 くにさき（1,000トン型巡視船）
- PL87 いまり（1,000トン型巡視船）
- PS206 ほうおう [高速特殊警備船]

### 航空機
七管は固定翼機2機、回転翼機4機の航空機を保有している。

#### 福岡海上保安部（巡視船やしま搭載機）
- 回転翼機
  - MH795 はなみどり1号：ベル 412EP
  - MH908 はなみどり2号：ベル 412EP

#### 北九州航空基地
- 固定翼機
  - MAJ575 わかたか1号：ファルコン2000
  - MAJ576 わかたか2号：ファルコン2000
  - MAJ577 わかたか3号：ファルコン2000
  - MA868 うみかもめ1号：ビーチ350
  - MA870 うみかもめ2号：ビーチ350
  - SA391 あまつばめ1号：セスナ172
  - SA392 あまつばめ2号：セスナ172
  - SA393 あまつばめ3号：セスナ172
  - SA394 あまつばめ4号：セスナ172
- 回転翼機
  - MH966 はまちどり1号：AW139
  - MH969 はまちどり2号：AW139